# Lithobius kiayiensis
Lithobius kiayiensis är en mångfotingart som beskrevs av Wang 1959. Lithobius kiayiensis ingår i släktet Lithobius och familjen stenkrypare.
Artens utbredningsområde är Taiwan. Inga underarter finns listade i Catalogue of Life.